# Vitiaziella cubiceps
Vitiaziella cubiceps – gatunek morskiej ryby z rodziny wielorybinkowatych (Cetomimidae). Jedyny przedstawiciel rodzaju Vitiaziella.

## Występowanie
Północno-zachodnia część Pacyfiku (Morze Wschodniochińskie) na głębokości do 6200 m.